# Martin Mailman
Martin Mailman   (Nova York, 30 de juny de 1932 - Denton, 18 d'abril de 2000) va ser un compositor estatunidenc conegut per la seva música per a orquestra, cor, multimèdia i vent.

## Biografia
El doctor Martin Mailman va néixer a la ciutat de Nova York el 30 de juny de 1932. Va estudiar composició a "l'Eastman School of Music" de la Universitat de Rochester i va obtenir el títol de batxiller en composició musical el 1954, un màster en composició musical a 1955, i doctor en composició musical el 1960. Entre els seus professors a Eastman hi havia Louis Mennini, Wayne Barlow, Bernard Rogers i Howard Hanson. Va servir dos anys a la Marina dels Estats Units, i va formar part del primer grup de joves compositors nord-americans contemporanis escollits el 1959 per participar en "The Young Composers Project", patrocinat per la Fundació Ford i el "National Music Council". Com a resultat, va passar dos anys ensenyant a les escoles de Jacksonville, Florida. Del 1961 al 1966, va ser el primer compositor en residència a la "East Carolina University" de Greenville, Carolina del Nord. Des del 1966 fins al 2000, va ser compositor en residència, coordinador de composició i, més tard, professor regent a la Universitat de "North Texas College of Music de Denton", Texas. El novembre de 2000, la Universitat del Nord de Texas; La Junta de Regents va atorgar l'estatus d'emèrit al doctor Mailman a títol pòstum.
El Dr. Mailman va rebre nombrosos premis, entre els quals destaquen dos "American Bandmasters Association/Premis Ostwald" de composició, el premi de composició de la "National Band Association/Band Mans Company", l'Edward Benjamin Award, al compositor de l'any de la "Texas Music Teachers Association" i el 1982 Premi Reina Marie-Jose de composició pel seu Concert per a violí i orquestra (Variacions), op. 68. Les seves obres inclouen música de cambra, banda, música coral i orquestral, partitures de pel·lícules, música per a televisió, una òpera i un rèquiem per a cor, orquestra i solista. Clínic i professor sol·licitat amb freqüència, el Dr. Mailman va exercir com a director-compositor convidat a més de noranta col·legis i universitats dels Estats Units i Europa.
Va ser líder en la promoció de programes musicals complets a través de MENC al llarg de la seva carrera i va fer presentacions a convencions i escoles de tot el país. En lloc de presentar la seva pròpia música, sempre es va centrar en la música en general i en l'impacte que té tant en estudiants com en professionals. Estava particularment intrigat pel procés compositiu i el concepte de música com a "so organitzat al llarg del temps amb intenció".
Els fons musicals del Dr. Mailman són ara gestionats pel seu fill, el Dr. Matthew Mailman, professor de direcció a la "Wanda L. Bass School of Music de la Oklahoma City University".
La vídua de Martin Mailman, Mary Nan Mailman (1929-2016), va establir dues beques dotades en el seu nom: The Martin Mailman Excellence in Band Endowed Scholarship a la Wanda L. Bass School of Music de la Oklahoma City University i el "Martin Mailman Memorial" dotació de beques de composició al "College of Music de la Universitat del nord de Texas".